# Elektronenpaar
Unter einem Elektronenpaar versteht man zwei Elektronen mit entgegengesetztem Spin, die dasselbe Atom- oder Molekülorbital besetzen.
Aufgrund des Pauli-Prinzips können Elektronen innerhalb eines Atoms (genauer: innerhalb eines elektronisch abgeschlossenen Systems) nicht in allen Quantenzahlen übereinstimmen. Pro Orbital, das bereits Hauptquantenzahl, Nebenquantenzahl und magnetische Quantenzahl der enthaltenen Elektronen definiert, bleibt als einziges Unterscheidungsmerkmal die Spinquantenzahl übrig, die nur die Werte +1/2 und −1/2 annehmen kann. Damit ist die maximale Zahl unterschiedlicher Elektronen pro Orbital auf zwei beschränkt.
Die Elektronen verteilen sich nach bestimmten Regeln auf die zur Verfügung stehenden Orbitale (siehe Elektronenkonfiguration oder Hundsche Regeln). Faustregel: ein neues, energetisch höher liegendes Orbital wird nur dann besetzt, wenn der Energieunterschied niedrig ist; bei größerem Unterschied werden zunächst die energieärmeren Orbitale mit einem zweiten Elektron besetzt, unter Bildung von Elektronenpaaren.

## Chemische Bindung
Eine besondere Rolle spielen Elektronenpaare bei der Chemischen Bindung. Sogenannte Atombindungen werden durch bindende Elektronenpaare vermittelt, die zwischen den zwei an der Bindung beteiligten Atomen stehen und beiden Atomen gemeinsam sind. Diese Art der  Bindung ist noch vor der Ionischen und der Metallischen Bindung die wichtigste Bindungsart unter den Verbindungen der organischen Chemie. 
Dagegen sind freie Elektronenpaare, die man auch als nicht-bindende Elektronenpaare bezeichnet, nur einem Atom zugehörig und werden nach IUPAC-Empfehlung zur besseren Unterscheidbarkeit durch zwei Punkte dargestellt. Sehr verbreitet ist aber auch die Darstellung freier Elektronenpaare durch senkrechten Striche am betreffenden Atomsymbol.